# DikuMUD
 (janvier 2015).
Si vous disposez d'ouvrages ou d'articles de référence ou si vous connaissez des sites web de qualité traitant du thème abordé ici, merci de compléter l'article en donnant les références utiles à sa vérifiabilité et en les liant à la section « Notes et références ».
DikuMUD est un jeu vidéo d'aventure multijoueur, basé sur des descriptions textuelles. C'est donc un jeu du type multi-user dungeon, plus communément appelé MUD. Il a été créé entre 1990 et 1991 par Sebastian Hammer, Tom Madsen, Katja Nyboe, Michael Seifert, et Hans Henrik Staerfeldt, au DIKU (Datalogisk Institut Københavns Universitet), le département des sciences informatiques à l'université de Copenhague, au Danemark.
Souvent prénommé simplement "Diku", il a été largement inspiré par AberMUD, le premier MUD sur internet.
Il fut le premier jeu multijoueur à devenir populaire, grâce à sa gratuité, à son gameplay attrayant et à ses similitudes avec Donjons et Dragons.
Il y eut une petite controverse, sur Usenet, fin 1990 - début 2000, avec Bernard Yee, le directeur du développement d' Everquest. Après une conférence où Yee déclara qu'Everquest était dérivé de Diku, certains imaginèrent que le code même du jeu était basé sur celui de dikuMUD. Finalement le 17 mars 2000, Verant Interactive et Brad McQuaid lui-même, ainsi que l'équipe de Diku, annoncèrent que cette controverse n'était pas fondée.